# K.Bay.Sts.B. Blatt 308

Ansichten zum offenen Güterwagen nach Blatt 308

Der K.Bay.Sts.B. Blatt 308 ist ein bayerischer Güterwagen. Dabei handelt es sich um einen zweiachsigen offenen Güterwagen nach dem Musterblatt 308 für die Bayerischen Staatseisenbahnen gemäß Wagenstandsverzeichnis von 1913. Der Wagentyp wurde in zwei Ausführungen, gebremst und ungebremst, gebaut.

## Geschichte
Die Wagen wurden in den Jahren 1859 bis 1861 in einer Serie von 69 Stück bei der Firma Nöll & Co., Würzburg, für die Bayerische Ostbahnen beschafft. Es handelte sich dabei um die zweite Beschaffung eines Wagens der Gattung ‚F‘. Mit der Übernahme der Ostbahn in die Bayerische Staatsbahn 1876 wurden die Wagen in den Wagenpark der Staatsbahn eingereiht und bekamen auch ein neues Nummernschema. Während bei den Staatsbahnwagen zu der Zeit noch offene Bremserstände bzw. Freisitzbremsen üblich waren, hatten die Ostbahn-Wagen schon halbgeschlossene Bremserhäuser.

## Konstruktive Merkmale

### Untergestell
In der Auslieferungsvariante der Wagen hatte das Untergestell eine Mischbauform aus eisernen Längsträgern und hölzernen Querträgern und Kopfschwellen. Nach der Übernahme in die Staatsbahn erhielten die Wagen im Rahmen von modernisierenden Umbauten in den Zentralwerkstätten in Regensburg und Nürnberg komplett aus Profileisen aufgebaute und genietete Rahmen:. Die äußeren Längsträger hatten U-Form mit nach außen gerichteten Flanschen. Die Querträger waren ebenfalls aus U-Profilen und nicht gekröpft. Als Zugeinrichtung hatten die Wagen Schraubenkupplungen mit Sicherheitsbügel. Die Auslieferungsvariante besaß noch Sicherheitsketten. Die Zugstange war durchgehend und mittig gefedert. Als Stoßeinrichtung besaßen die Wagen Stangenpuffer mit einer Einbaulänge von 612 mm. Die Pufferteller hatten einen Durchmesser von 370 mm.
Bei den gebremsten Wagen war der Wagenkasten einseitig um 380 mm verkürzt für die Bremserbühne. Diese ragte in der Höhe des Bremserhauses über den Puffer.

### Laufwerk
Die Wagen hatten aus Flacheisen geschmiedete Fachwerk-Achshalter der kurzen, geraden Bauform. Gelagert waren die Achsen in geteilten Gleitachslagern bayerischer Bauform. Die Räder hatten Speichenradkörper der Bauart 24 mit einem Raddurchmesser von 1.042 mm. Die Federung bestand in der Auslieferungsvariante aus sechs 1.109 mm langen Federeisen mit einem Querschnitt von 96 × 13 mm. Nach 1876 wurden die Federn aller Wagen verstärkt, um Ladegewicht und Tragfähigkeit zu erhöhen (1000/10500 kg → 12500/13125 kg). Dazu wurde die Länge der Federblätter auf 1.1306 mm erhöht.

### Wagenkasten
Bei den ungebremsten Wagen waren alle Seitenwände des Wagenkastens abbordbar. Bei einzelnen Wagen konnten die Seiten- und Stirnwände nur mit Hilfe von Werkzeugen abgebaut werden. Das Gerippe der Wagenwände bestand aus U- und Flachprofilen. Die Wagenwände hatten eine Stärke von 45 mm. Der der Boden des Laderaums hatte eine Stärke von 40 mm. Die Stirnseiten der Wagen waren oberhalb der Höhe der seitlichen Bordwände bis zur Höhe der Giebelbalken in dreieckiger Form hochgezogen. Der aufgelegte Giebelbalken bot die Möglichkeit vermittels von Wagendecken nässeempfindliches Ladegut zu schützen.
Die beidseitigen Ladeöffnungen hatten zweiflügelige, nach außen zu öffnende Türen aus Holz mit eisernen Verstärkungen und einer lichten Ladebreite von 1.830 mm. Die seitlichen Bordwände waren bei allen Wagen 1.100 mm hoch, die Stirnwände hatten in der Spitze eine Höhe von 1.900 mm über Fußboden-Oberkante.
Bei den gebremsten Wagen stand das Bremserhaus auf der rechten Seite der Bremserplattform und ragte über die Kopfschwelle hinaus. Das Bremserhaus war von links her offen und zugänglich, die Handspindelbremse war fast Mittig an der Stirnwand angebracht. Das Dach des Bremserhauses schloss mit der Giebelwand ab.

## Wagennummern
Die Daten sind dem diversen Wagenpark-Verzeichnissen der Kgl.Bayer.Staatseisenbahnen, so wie im Literaturverzeichnis aufgeführt, sowie den ebenfalls dort aufgeführten Büchern und/oder Magazinen entnommen.
| Herstelldaten                | Herstelldaten                | Herstelldaten                | Wagennummern je Epoche             | Wagennummern je Epoche                            | Wagennummern je Epoche | Wagennummern je Epoche | Wagennummern je Epoche | Abmessungen | Abmessungen        | Fahrwerk   | Fahrwerk        | Fahrwerk         | Fahrwerk        | Wände           | Wände           | Fassungsraum     | Fassungsraum      | Fassungsraum     | Fassungsraum  | Gewichte           | Gewichte            | Zusatzinfos                   |
| Bau- jahr                    | Her- steller                 | Anz.                         | ab 1875                            | ab 1909 (1907)                                    | DRG (ab 1923)          | DRG (ab 1930)          | Aus- gemu- stert       | LüP [mm]    | Höhe über SOK [mm] | Anz. Achs. | Lenk- achs.     | Achs- stand [mm] | Brem- sen       | Stirn- wände    | Seiten- wände   | Lade- länge [mm] | Lade- breite [mm] | Boden- fläche m2 | Lade- raum m3 | Lade- gewicht [kg] | Eigen- gewicht [kg] | Bemerkungen                   |
| Blatt-Nr. 308I (ehemals 204) | Blatt-Nr. 308I (ehemals 204) | Blatt-Nr. 308I (ehemals 204) | O.m.                               | O.q.                                              | Om                     | Om                     |                        |             |                    |            | (siehe Legende) |                  | (siehe Legende) | Wände abbordbar | Wände abbordbar |                  |                   |                  |               |                    |                     | Bordhöhe 1.100 mm             |
| ---------------------------- | ---------------------------- | ---------------------------- | ---------------------------------- | ------------------------------------------------- | ---------------------- | ---------------------- | ---------------------- | ----------- | ------------------ | ---------- | --------------- | ---------------- | --------------- | --------------- | --------------- | ---------------- | ----------------- | ---------------- | ------------- | ------------------ | ------------------- | ----------------------------- |
| 1858/59                      |                              | 4                            | 52 174 52 182 52 189 52 193        | Re 52 174 Re52 182 Re52 189 Re 52 193             |                        |                        |                        | 7.092       | 3.100              | 2          |                 | 3.210            |                 | 2               | 2               | 5.830            | 2.420             | 13,5             | 14,9          | 12,5               | 5,7 – 6,5           | nur mit Werkzeugen abbordbar; |
| 1858/59                      |                              | 4                            | 52 194 52 211 52 217 52 228        | Re 52 194 Re 52 211 Re 52 217 Re 52 228           |                        |                        |                        | 7.092       | 3.100              | 2          |                 | 3.210            |                 | 2               | 2               | 5.830            | 2.420             | 13,5             | 14,9          | 12,5               | 5,7 – 6,5           | nur mit Werkzeugen abbordbar; |
| 1858/59                      |                              | 5                            | 52 237 52 242 52 254 52 273 52 289 | Re 52 237 Re 52 242 Re 52 254 Re 52 273 Re 52 289 |                        |                        |                        | 7.092       | 3.100              | 2          |                 | 3.210            |                 | 2               | 2               | 5.830            | 2.420             | 13,5             | 14,9          | 12,5               | 5,7 – 6,5           | nur mit Werkzeugen abbordbar; |
| 1859/61                      |                              | 4                            | 52 338 52 348 52 359 52 360        | Re 52 338 Re 52 348 Re 52 359 Re 52 360           |                        |                        |                        | 7.092       | 3.100              | 2          |                 | 3.210            |                 | 2               | 2               | 5.830            | 2.420             | 13,5             | 14,9          | 12,5               | 5,7 – 6,5           | nur mit Werkzeugen abbordbar; |
| 1859/61                      |                              | 4                            | 52 365 52 369 52 373 52 374        | Re 52 365 Re 52 369 Re 52 373 Re 52 374           |                        |                        |                        | 7.092       | 3.100              | 2          |                 | 3.210            |                 | 2               | 2               | 5.830            | 2.420             | 13,5             | 14,9          | 12,5               | 5,7 – 6,5           | nur mit Werkzeugen abbordbar; |
| 1859/61                      |                              | 4                            | 52 383 52 387 52 388 52 394        | Re 52 383 Re 52 387 Re 52 388 Re 52 394           |                        |                        |                        | 7.092       | 3.100              | 2          |                 | 3.210            |                 | 2               | 2               | 5.830            | 2.420             | 13,5             | 14,9          | 12,5               | 5,7 – 6,5           | nur mit Werkzeugen abbordbar; |
| 1859/61                      |                              | 5                            | 52 406 52 412 52 415-52 417        | Re 52 406 Re 52 412 Re 52 415-52 417              |                        |                        |                        | 7.092       | 3.100              | 2          |                 | 3.210            |                 | 2               | 2               | 5.830            | 2.420             | 13,5             | 14,9          | 12,5               | 5,7 – 6,5           | nur mit Werkzeugen abbordbar; |
| 1859/61                      |                              | 4                            | 52 421 52 427 52 429 52 431        | Re 52 421 Re 52 427 Re 52 429 Re 52 431           |                        |                        |                        | 7.092       | 3.100              | 2          |                 | 3.210            |                 | 2               | 2               | 5.830            | 2.420             | 13,5             | 14,9          | 12,5               | 5,7 – 6,5           | nur mit Werkzeugen abbordbar; |
| 1859/61                      |                              | 5                            | 52 434-52 436 52 438 52 439        | Re 52 434-52 436 Re 52 438 Re 52 439              |                        |                        |                        | 7.092       | 3.100              | 2          |                 | 3.210            |                 | 2               | 2               | 5.830            | 2.420             | 13,5             | 14,9          | 12,5               | 5,7 – 6,5           | nur mit Werkzeugen abbordbar; |
| 1859/61                      |                              | 4                            | 52 443 52 447 52 458 52 459        | nicht m. aufgeführt Re 52 447 Re 52 458 Re 52 459 |                        |                        |                        | 7.092       | 3.100              | 2          |                 | 3.210            |                 | 2               | 2               | 5.830            | 2.420             | 13,5             | 14,9          | 12,5               | 5,7 – 6,5           | nur mit Werkzeugen abbordbar; |
| 1859/61                      |                              | 4                            | 52 463 52 476 52 481 52 483        | nicht m. aufgeführt Re 52 476 Re 52 481 Re 52 483 |                        |                        |                        | 7.092       | 3.100              | 2          |                 | 3.210            |                 | 2               | 2               | 5.830            | 2.420             | 13,5             | 14,9          | 12,5               | 5,7 – 6,5           | nur mit Werkzeugen abbordbar; |

| Herstelldaten                | Herstelldaten                | Herstelldaten                | Wagennummern je Epoche | Wagennummern je Epoche | Wagennummern je Epoche | Wagennummern je Epoche | Wagennummern je Epoche | Abmessungen | Abmessungen | Fahrwerk        | Fahrwerk        | Fahrwerk        | Fahrwerk        | Wände       | Wände       | Fassungsraum     | Fassungsraum      | Fassungsraum     | Fassungsraum  | Gewichte          | Gewichte           | Zusatzinfos                  |
| Bau- jahr                    | Her- stel- ler               | An- zahl                     | bis 1875               | ab 1875                | ab 1909 (1907)         | DR (ab 1923)           | Aus- gemu- stert       | Anz. Achs.  | Rad- stand  | LüP             | Unt. Gest.      | LA.             | Brem- sen       | Stirn       | Seite       | Lade- länge [mm] | Lade- breite [mm] | Boden- fläche m2 | Lade- raum m3 | Lade- gewicht [t] | Eigen- gewicht [t] | Bemerkungen                  |
| Blatt-Nr. aus WV von Gattung | Blatt-Nr. aus WV von Gattung | Blatt-Nr. aus WV von Gattung | 95 1879 O.             | 204 1897 O.m.          | 308 1913 O.q.          | Oq Bay 58              |                        |             |             | (siehe Legende) | (siehe Legende) | (siehe Legende) | (siehe Legende) | abbord- bar | abbord- bar |                  |                   |                  |               |                   |                    | Bordhöhe 1.100 mm            |
| ---------------------------- | ---------------------------- | ---------------------------- | ---------------------- | ---------------------- | ---------------------- | ---------------------- | ---------------------- | ----------- | ----------- | --------------- | --------------- | --------------- | --------------- | ----------- | ----------- | ---------------- | ----------------- | ---------------- | ------------- | ----------------- | ------------------ | ---------------------------- |
| 1858/59                      |                              | 11                           |                        | 52 292                 | zu X-Wagen umg.        | zu X-Wagen umg.        |                        | 2           | 3.210       | 7.092           | E               |                 | BrH             | 2           | 1           | 5.830            | 2.420             | 12,7             | 14,8          | 12,5              | 6,4 – 7,5          | nur mit Werkzeugen abbordbar |
| 1858/59                      |                              | 11                           | 52 295                 | zu X-Wagen umg.        | zu X-Wagen umg.        |                        |                        | 2           | 3.210       | 7.092           | E               |                 | BrH             | 2           | 1           | 5.830            | 2.420             | 12,7             | 14,8          | 12,5              | 6,4 – 7,5          | nur mit Werkzeugen abbordbar |
| 1858/59                      |                              | 11                           | 52 308                 | zu X-Wagen umg.        | zu X-Wagen umg.        |                        |                        | 2           | 3.210       | 7.092           | E               |                 | BrH             | 2           | 1           | 5.830            | 2.420             | 12,7             | 14,8          | 12,5              | 6,4 – 7,5          | nur mit Werkzeugen abbordbar |
| 1858/59                      |                              | 11                           | 52 309                 | Re 52 309              |                        |                        |                        | 2           | 3.210       | 7.092           | E               |                 | BrH             | 2           | 1           | 5.830            | 2.420             | 12,7             | 14,8          | 12,5              | 6,4 – 7,5          | nur mit Werkzeugen abbordbar |
| 1858/59                      |                              | 11                           | 52 310                 | in X-Wagen umg.        | in X-Wagen umg.        |                        |                        | 2           | 3.210       | 7.092           | E               |                 | BrH             | 2           | 1           | 5.830            | 2.420             | 12,7             | 14,8          | 12,5              | 6,4 – 7,5          | nur mit Werkzeugen abbordbar |
| 1858/59                      |                              | 11                           | 52 312                 | in X-Wagen umg.        | in X-Wagen umg.        |                        |                        | 2           | 3.210       | 7.092           | E               |                 | BrH             | 2           | 1           | 5.830            | 2.420             | 12,7             | 14,8          | 12,5              | 6,4 – 7,5          | nur mit Werkzeugen abbordbar |
| 1858/59                      |                              | 11                           | 52 314                 | in X-Wagen umg.        | in X-Wagen umg.        |                        |                        | 2           | 3.210       | 7.092           | E               |                 | BrH             | 2           | 1           | 5.830            | 2.420             | 12,7             | 14,8          | 12,5              | 6,4 – 7,5          | nur mit Werkzeugen abbordbar |
| 1858/59                      |                              | 11                           | 52 324                 | Re 52 324              |                        |                        |                        | 2           | 3.210       | 7.092           | E               |                 | BrH             | 2           | 1           | 5.830            | 2.420             | 12,7             | 14,8          | 12,5              | 6,4 – 7,5          | nur mit Werkzeugen abbordbar |
| 1858/59                      |                              | 11                           | 52 326                 | Re 52 326              |                        |                        |                        | 2           | 3.210       | 7.092           | E               |                 | BrH             | 2           | 1           | 5.830            | 2.420             | 12,7             | 14,8          | 12,5              | 6,4 – 7,5          | nur mit Werkzeugen abbordbar |
| 1858/59                      |                              | 11                           | 52 329                 | in X-Wagen umg.        | in X-Wagen umg.        |                        |                        | 2           | 3.210       | 7.092           | E               |                 | BrH             | 2           | 1           | 5.830            | 2.420             | 12,7             | 14,8          | 12,5              | 6,4 – 7,5          | nur mit Werkzeugen abbordbar |
| 1858/59                      |                              | 11                           | 52 470                 | in X-Wagen umg.        | in X-Wagen umg.        |                        |                        | 2           | 3.210       | 7.092           | E               |                 | BrH             | 2           | 1           | 5.830            | 2.420             | 12,7             | 14,8          | 12,5              | 6,4 – 7,5          | nur mit Werkzeugen abbordbar |